# تورستن لیندکویست
تورستن لیندکویست (انگلیسی: Torsten Lindqvist; ۲ دسامبر ۱۹۲۵ – ۳ نوامبر ۲۰۰۲) ورزشکار پنج‌گانه مدرن اهل سوئد بود.
وی در مسابقات کشوری و بین‌المللی در مجموع برندهٔ ۲ مدال طلا، ۱ مدال نقره، ۱ مدال برنز شده‌است.